# Camila Pisana
Camila Pisana (nacida probablemente en Pisa - fl. 1515) fue una cortesana italiana, conocida como escritora de cartas y poetisa.

## Biografía
Camila Pisana se convirtió en una de las cuatro cortesanas instaladas por Filippo Strozzi en una villa cercana a la Porta San Gallo en Florencia, donde entretenían a Strozzi y sus amigos, incluyendo el duque Lorenzo de Médicis (padre de Catalina de Médicis). Vivía allí con sus amigas y socias Alessandra Fiorentina, Brigida, y Beatrice Ferrarese. Entre ellas Camila parece, por sus cartas, haber asumido la función de matriarca de esta familia inusual. Camilla y sus compañeras no obstante podían disfrutar de una casa decorada por el pintor Rosso Fiorentino.
Camila era reconocida por su belleza, habilidades musicales y literarias. Escribió cartas a su amigo Francesco del Nero (1487-1563), que era cuñado y socio comercial de Filippo  Strozzi, quejándose de maltrato a manos de su amante.
Cuando esta agradable, aunque poco convencional, casa se disolvió después de que Strozzi perdió el interés, las chicas se fueron a Roma, donde del más elevado rango de "cortesanas honestas" (cortigiane oneste) pronto descendieron al de "cortesana de placer" (cortigiane piacevoli) e incluso más bajo, al de prostituta común (meretriz)”

## Trabajos
Es conocida en la historia literaria italiana por las treinta y tres cartas enviadas a Strozzi entre 1516 y 1517. Estas misivas, junto con las de Verónica Franco, son de los pocos y más importantes escritos no poéticos que han sobrevivido de una cortesana del Renacimiento italiano. 
“Las cartas de Camila Pisana buscan persuadir a sus lectores de su propio valor como escritora empleando una lengua culta, llena de cumplidos corteses adecuadamente redactados.”
Según Alfred Einstein, Camila proporcionó la letra a los poemas musicalizados por los famosos madrigalistas Constanzo Festo y Phillippe Verdelot:

"Camila, la amante de Filippo, pudo escribir poesía al estilo de Bembo y Cassola por lo que podemos suponer que Verdelot y Festa proporcionaron la música.

Es también posible que sea la misma Camila Pisana mencionada por Pietro Aretino en La cortigiana (1534) y en Ragionamento dello Zoppino.